# Aleksandra Tarnowska
Aleksandra Tarnowska (ur. 1990) – polska pisarka, laureatka Nagrody  Fundacji im. Kościelskich.  

## Twórczość
Ukończyła polonistykę na Uniwersytecie Warszawskim. Debiutowała powieścią Wniebogłos, za  którą otrzymała Nagrodę Kościelskich w 2024 roku. Książka została również nominowana do Nagrody Literackiej m.st. Warszawy, Nagrody Gombrowicza, Nagrody Conrada i Nagrody Literackiej i Historycznej Identitas.
24.03.2025 otrzymała Stypendium im. Albrechta Lemppa przyznawane przez Fundację Współpracy Polsko-Niemieckiej.